# Werbeabgabe
Die Werbeabgabe ist eine in ihrer allgemeinen Form nur in Österreich existierende Steuer in Höhe von fünf Prozent auf entgeltliche Werbeleistungen durch Dritte. Eigenwerbung ist nur teilweise abgabefrei; das Finanzministerium hat die Abgabepflicht in verschiedensten Bereichen erlassen und in anderen wiederum aufgehoben. Steuerschuldner ist der Werbeleister, der die Werbemaßnahme durchführt. Die Einnahmen durch die Werbeabgabe betragen seit 2004 etwa 100 Millionen Euro pro Jahr.
Der Ursprung der Steuer ist die Ankündigungsabgabe aus dem Jahre 1927, die auf fünf Jahre beschränkt war. Sie existierte aber auch noch in der zweiten Republik und betrug meist zehn Prozent, vereinzelt aber auch 30 %. Die Abgabe war Länder- und Gemeindesache und der Steuersatz uneinheitlich, oft war sie auch nur auf die größeren Städte beschränkt. Tirol verzichtet auf die Abgabe ganz. Die verteilten Kompetenzen auf Gemeinden und Länder sorgten für Doppelbesteuerungen und Steuerwettbewerbe. Die Regelung, dass die Werbeleistenden an ihrem Firmenstandort die Abgabe zu entrichten hatten, führte dazu, dass viele Wiener Verlage formell ins Umland flüchteten, um der Abgabe zu entgehen. Die NEWS-Gruppe verweigerte in Wien die Zahlung ab November 1999 sogar, um eine rechtliche Prüfung zu erzwingen, zu der es aber nicht mehr kam, da das Bundesgesetz gültig wurde. Der ORF, der in Wien abgabepflichtig war, wurde ab 1994 auch von Vorarlberg zur Teilzahlung verpflichtet. Die ORF Werbung zog kurzerhand nach St. Pölten, wo aber wenig später auch die Abgabe eingeführt wurde. Die Stadt Wien versuchte diesem 1998 mit dem Studioprinzip entgegenzuwirken, wonach der Standort des Sendestudios ausschlaggebend ist.
Im Dezember 1998 fand der Verfassungsgerichtshof, dass die Ankündigungsabgabe für elektronische Medien nach der Anzahl der Empfänger in den einzelnen Gemeinden gezahlt werden müsse, die Abgabe wäre für die Abgabepflichtigen damit chaotischer geworden. Als Reaktion hierauf wurde zum 1. Juni 2000 das bundesweite Werbeabgabegesetz 2000 gültig, mit dem die Abgabe zwar auf 5 % sank, aber bundesweit ausgeweitet wurde.